# Taraxacum pohlii
Taraxacum pohlii — вид квіткових рослин з підродини цикорієвих (Cichorioideae).

## Поширення
Німеччина (Баварія), Швейцарія, Австрія, Польща, Словаччина, Франція, Італія, Україна.

## Біоморфологічна характеристика
Це багаторічна рослина. Належить до Taraxacum sect. Fontana.